# 日高市
日高市（ひだかし）は、埼玉県の南西部に位置する市。その西部には丘陵や山岳が連なり、一部は県立奥武蔵自然公園に指定されている。

## 地理
埼玉県全体の広袤（こうぼう）で見ると、東西のほぼ中心、南北ではやや南寄りに位置する。山がちの秩父地方や外秩父山地を除いた、人口が多い埼玉県平野部では西寄りの市である。隣接市町は、北側が毛呂山町、坂戸市、鶴ヶ島市、東側が川越市と狭山市、南側と西側は飯能市である。
市東部は関東平野の西端に位置し、おおむね平坦。市西部は外秩父山地の東麓で丘陵地が広がっている。そのため西部を中心にゴルフ場が点在している。
豊かな自然が残る日和田山、巾着田周辺はハイキングコースがよく整備されており、年間を通して東京近辺から多くのハイキング客が訪れる。
- 山: 外秩父山地、日和田山、物見山、富士山、高指山
- 河川: 高麗川、小畔川

一方、こま武蔵台団地や西武飯能日高分譲地、日高団地など1970年代後半から続々と住宅地が開発された。近年は高麗川駅周辺と武蔵高萩駅北口周辺で土地区画整理事業が行われ、宅地化が進行している。これらの開発により1991年（平成3年）10月1日に市制施行し日高市となった。

## 歴史
716年に設置された武蔵国高麗郡高麗郷の地で、当時の高麗郡大領に任命された、朝鮮半島に存在し高句麗の王族の高麗若光を祭る高麗神社が鎮座する。高麗郡には668年に高句麗から来た多くの高句麗人が住み着いた。
江戸時代には、高萩地区に日光脇往還の高萩宿が設けられた。
江戸時代には市域内に36村があり、明治に入っても江戸時代からの村がほぼそのまま残っていた。1888年（明治21年）4月の町村制公布により村の合併が進み、翌1889年（明治22年）4月に高麗村、高麗川村、高萩村の3村に統合された（明治の大合併）。
第二次世界大戦終戦後、1953年（昭和28年）8月制定の町村合併促進法により、日本全国で市町村合併が相次いだ（昭和の大合併）。これにより、1955年（昭和30年）2月に高麗川村と高麗村が合併して日高町が発足。さらに翌1956年（昭和31年）9月に高萩村を編入し、現在の日高市の市域が確定した。
戦後の高度経済成長を経て、東京のベッドタウンとして人口が増加。1987年（昭和62年）には人口5万人を超えた。1991年（平成3年）10月1日に市制施行し、日高市が発足した。
- 1955年2月11日 - 入間郡高麗村・高麗川村が新設合併し、入間郡日高町が発足[4]。
- 1955年（昭和30年）11月11日 - 昭和天皇が行幸（地方事情視察の一環）。日本セメント埼玉工場を視察[5]。
- 1956年9月20日 - 入間郡高萩村を編入[4]。
- 1991年10月1日 - 市制施行し、日高市となる[3]。

## 人口
| |                                        |  |
| 日高市と全国の年齢別人口分布（2005年） | 日高市の年齢・男女別人口分布（2005年） |  |
| ■紫色 ― 日高市 ■緑色 ― 日本全国 | ■青色 ― 男性 ■赤色 ― 女性              |  |
| 日高市（に相当する地域）の人口の推移 \| 1970年（昭和45年） \| 21,646人 \| \| \| 1975年（昭和50年） \| 32,339人 \| \| \| 1980年（昭和55年） \| 43,219人 \| \| \| 1985年（昭和60年） \| 48,227人 \| \| \| 1990年（平成2年） \| 53,169人 \| \| \| 1995年（平成7年） \| 54,884人 \| \| \| 2000年（平成12年） \| 53,758人 \| \| \| 2005年（平成17年） \| 53,619人 \| \| \| 2010年（平成22年） \| 57,502人 \| \| \| 2015年（平成27年） \| 56,520人 \| \| \| 2020年（令和2年） \| 54,571人 \| \| |                                        |  |
| 総務省統計局 国勢調査より |                                        |  |
| 1970年（昭和45年） | 21,646人                               |  |
| 1975年（昭和50年） | 32,339人                               |  |
| 1980年（昭和55年） | 43,219人                               |  |
| 1985年（昭和60年） | 48,227人                               |  |
| 1990年（平成2年） | 53,169人                               |  |
| 1995年（平成7年） | 54,884人                               |  |
| 2000年（平成12年） | 53,758人                               |  |
| 2005年（平成17年） | 53,619人                               |  |
| 2010年（平成22年） | 57,502人                               |  |
| 2015年（平成27年） | 56,520人                               |  |
| 2020年（令和2年） | 54,571人                               |  |

バブル崩壊後の1995年（平成7年）以降は人口が微減傾向にあったが、2005年から2010年には一転して人口が大幅に増加した。増加率は7.24%を記録し、全国の市町村で第38位、全国の市では第15位の伸びとなった。

## 行政

### 市長
- 谷ケ﨑照雄（2012年5月20日就任、4期目）

### 旧日高町歴代町長
- 初代：岡村良太郎（おかむら りょうたろう）1955年3月13日 - 1971年3月12日（4期。当選4回）
- 2代：大澤正雄（おおさわ まさお）1971年3月13日 - 1979年3月12日（2期。当選2回）
- 3代：駒野昇（こまの のぼる）1979年3月13日 - 1991年9月30日（4期。当選4回。4期目に市制施行）

### 歴代市長
- 初代：駒野昇1991年10月1日 - 1999年4月25日（2期。当選1回）
- 2代：関眞（せき まこと）1999年4月25日 - 2005年11月29日（2期。当選2回。在任中死去）
- 3代：大沢幸夫（おおさわ よしお）2006年1月15日 - 2012年3月31日（2期。当選2回。在任中死去）

### 広域行政
一部事務組合
- 入間西部衛生組合 - 入間市とともに屎尿処理を行っている。
- 埼玉西部消防組合 - 所沢市、狭山市、飯能市、入間市で構成し、消防・火薬類取締法・液化石油ガス法・高圧ガス保安法に関する事務を行っている。
- 広域飯能斎場組合 - 飯能市、狭山市、日高市で構成し、火葬場・葬祭場・霊柩車の設置・維持管理事務を行なっている。（2013年4月、消防広域化により埼玉西部消防組合を設立したことに伴い、組合事務が斎場業務のみとなり埼玉西部広域事務組合から組合名を変更。）

協議会
- 埼玉県西部地域まちづくり協議会 ‐ 所沢市、飯能市、狭山市、入間市とともに5市圏域の市民を対象とした交流事業（講演会やウォーキング大会などのイベント開催や、観光パンフレットの発行や図書館やスポーツ施設などの公共施設の相互利用及び広域での事業実施に向けた検討を行っている。平成31年4月1日加入。

かつて所属していた協議会
- 埼玉県川越都市圏まちづくり協議会（通称「レインボー協議会」）：川越市、坂戸市、鶴ヶ島市、入間郡毛呂山町・越生町、比企郡川島町とともに、各市町がそれぞれ進めている地域特性を生かしたまちづくりを広域的視点から互いに連携・協力しながら一つの都市圏として発展していくことを目指して、広報紙の相互掲載、参加市町の観光スポットを紹介した「広域観光ガイド」の発行等を行っていた。令和元年（2019年）度をもって退会。ただし、図書館などの公共施設の相互利用は継続されている。

## 議会

### 市議会
- 定数：16人
- 任期：2019年5月1日 - 2023年4月30日

### 衆議院
- 選挙区：埼玉9区（飯能市、狭山市、入間市、日高市、入間郡（毛呂山町、越生町））
- 任期：2021年10月31日 - 2025年10月30日
- 当日有権者数：404,689人
- 投票率：55.44％

| 当落 | 候補者名 | 年齢 | 所属党派   | 新旧別 | 得票数    | 重複 |
| ---- | -------- | ---- | ---------- | ------ | --------- | ---- |
| 当   | 大塚拓   | 48   | 自由民主党 | 前     | 117,002票 | ○    |
|      | 杉村慎治 | 45   | 立憲民主党 | 新     | 80,756票  | ○    |
|      | 神田三春 | 67   | 日本共産党 | 新     | 21,464票  |      |

## 経済

### 産業
- 丸美屋食品工業埼玉工場
- 太平洋セメント埼玉工場
- 東洋水産埼玉工場

### 金融機関
- 埼玉りそな銀行日高支店
- 武蔵野銀行日高支店
- 飯能信用金庫
  - 日高支店
  - 高萩支店
  - 西武団地出張所
- JAいるま野農業協同組合
  - 日高支店
  - 高萩支店
  - 高麗支店

### 観光
花の名所である巾着田を含む高麗郷一帯は観光客だけでなく、学校遠足の行き先として人気が高いことから、日高市は2017年4月8日に「遠足の聖地」を宣言した。

## 姉妹都市・提携都市
- 京畿道烏山市（大韓民国）- 1996年10月1日友好都市締結
かって高句麗の領内にあった韓国北部の市で、高句麗との関係が深かった強い縁で結ばれていた事から姉妹都市となった。

## 公共施設
- 高麗出張所
- 高萩出張所
- 高根出張所
- 武蔵台出張所
- 総合福祉センター「高麗の郷」
- 保健相談センター
- 図書館
- 高麗公民館
- 高麗川公民館
- 高麗川南公民館
- 高萩北公民館
- 武蔵台公民館
- 高萩公民館
- 高麗郷民俗資料館
- 文化体育館「ひだかアリーナ」
- 市民プール
- 市民つり堀場
- 教育センター
- 清掃センター
- 高萩南農村研修センター
- 高麗農村研修センター

## 学校

### 義務教育学校
- 日高市立武蔵台小中学校
- 日高市立高根小中学校
- 日高市立高麗小中学校

### 小学校
- 日高市立高麗川小学校
- 日高市立高萩小学校
- 日高市立高萩北小学校

### 中学校
- 日高市立高麗川中学校
- 日高市立高萩中学校
- 日高市立高萩北中学校

### 特別支援学校
- 埼玉県立日高特別支援学校

### 高等学校
- 埼玉県立日高高等学校

### 大学
- 埼玉医科大学日高キャンパス
- 埼玉女子短期大学

### 医療機関とその関係の機関
- 埼玉医科大学国際医療センター
- 医療法人和会武蔵台病院
- 医療法人積仁会旭ヶ丘病院
- 日本赤十字社埼玉県支部日高事業所

### 電話番号
市外局番は市内全域が「042」。市内局番が「91X」「97X」「98X」の地域との通話は市内通話料金で利用可能（飯能MA）。収容局は武蔵日高電2局、高麗局、飯能緑町局。

### 警察
飯能警察署の管轄。
- 日高交番
- 高萩交番
- 高麗駐在所

### 消防
- 埼玉西部消防組合飯能日高消防署（飯能市）の管轄。
  - 日高分署（旧日高消防署）
  - 高萩分署
- 日高市消防団

### 郵政
郵便番号は市内全域が「350-12xx」である。
- 日高郵便局 - 日高市全域の集配を担当
  - 日高下鹿山郵便局
  - 日高高萩郵便局
  - 日高下高萩郵便局
  - 高麗川郵便局
  - 高麗武蔵台郵便局
  - 高麗郵便局

## 交通

### 鉄道
東日本旅客鉄道（JR東日本）
■八高線
- - 高麗川駅 -

■川越線
- - 武蔵高萩駅 - 高麗川駅

西武鉄道（西武）
池袋線
- - 高麗駅 - 武蔵横手駅 -

### 路線バス
国際興業バス
- 医大11:高麗川駅 - 埼玉医大保健医療学部 - 埼玉医大国際医療センター - 埼玉医大
- 医大12:高麗川駅 - 埼玉医大保健医療学部 - 埼玉医大国際医療センター
- 医大31:飯能駅 - 天覧山入口 - 滝不動 - 高麗駅 - 巾着田 - 高麗川駅 - 埼玉医大保健医療学部 - 埼玉医大国際医療センター - 埼玉医大
- 医大32:飯能駅 - 天覧山入口 - 滝不動 - 高麗駅 - 巾着田 - 高麗川駅 - 埼玉医大保健医療学部 - 埼玉医大国際医療センター

- 飯12-2:飯能駅 → 滝不動 → 新滝不動 → 高麗駅 → 滝不動 → 飯能駅(こまニュータウン循環)

滝不動～埼玉医大国際医療センター間が市域
- 飯07:飯能駅 - 永田 - 西武飯能日高

西武不動産営業所～西武飯能日高が市域 
西武バス
- 狭山21:サイボク - 新富士見橋 - 狭山市駅西口
- 狭山21-1:サイボク - 新富士見橋 - 埼玉石心会病院 - 狭山市駅西口 [9]

サイボクのみ市域
川越観光バス（埼玉医大線）
- 東毛呂駅 - 毛呂駅前 - 埼玉医大 - 埼玉医大国際医療センター - 埼玉医大保健医療学部

埼玉医大国際医療センター～埼玉医大保健医療学部間が市域
東武バスウエスト
- 鶴ヶ島05:サイボク - 笠幡駅 -的場1丁目 - いせはら団地 - 鶴ヶ島駅 [10]

サイボクのみ市域内
イーグルバス
- 飯能駅北口 - メッツァ - 上鹿山 - 高麗川団地 - 高萩駅
- 高麗川駅 - 上鹿山 - 高麗川団地 - 高萩駅

上鹿山～武蔵高萩駅間、高麗川駅～上鹿山間が市域内
2017年4月に、ひだか団地～高萩駅間の部分廃止の後、2025年4月1日に市内区間の路線廃止(予定) 

### コミュニティバス
1996年よりコミュニティバスとして、日高市内循環バス（愛称「せせらぎ号」）が運行されていたが、2007年に廃止された。
2025年4月より、廃止となったイーグルバスの代替交通として日高市おでかけワゴンの実証実験運行が開始された。委託先は高麗川交通と日高ハイヤー（いずれもタクシー会社）。実証運行期間は2026年5月までで、以降は利用状況により決定となる。
- 武蔵高萩駅 - こま川団地第一折返場
- 高麗川駅 - こま川団地第二折返場

### 道路
高速道路
- 首都圏中央連絡自動車道狭山日高インターチェンジ（所在地は狭山市）

一般国道
- 国道299号
- 国道407号

県道
- 主要地方道
  - 埼玉県道15号川越日高線
  - 埼玉県道30号飯能寄居線
  - 埼玉県道74号日高川島線
- 一般県道
  - 埼玉県道181号武蔵高萩停車場線
  - 埼玉県道182号高麗川停車場線
  - 埼玉県道261号笠幡狭山線
  - 埼玉県道262号日高狭山線

## 名所
- 巾着田
- 聖天院勝楽寺
- 瀧不動尊
- 松福院
- 勝音寺
- 開栄寺
- 霊巌寺
- 安養寺日高分院
- 谷雲寺
- 長松寺
- 野々宮神社
- 高麗神社
- 高麗郷古民家（旧新井家住宅、主屋など6棟が国の登録有形文化財）
- 日和田山
- 高麗村石器時代住居跡（国の史跡）
- 台の高札場跡（江戸時代の掲示板）
- 埼玉種畜牧場
- 醤遊王国
- 鎌倉街道上道・女影原古戦場

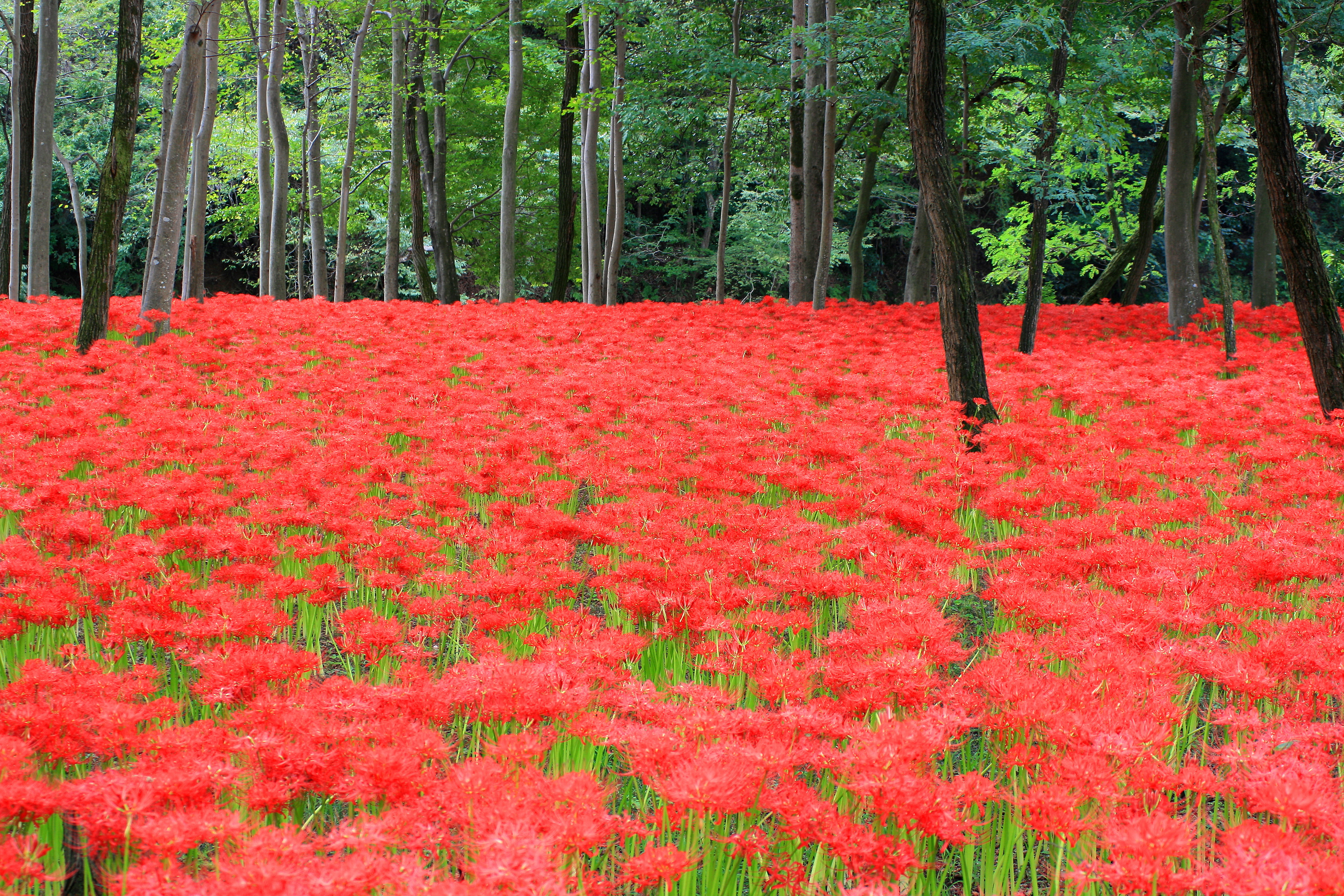
巾着田のヒガンバナ
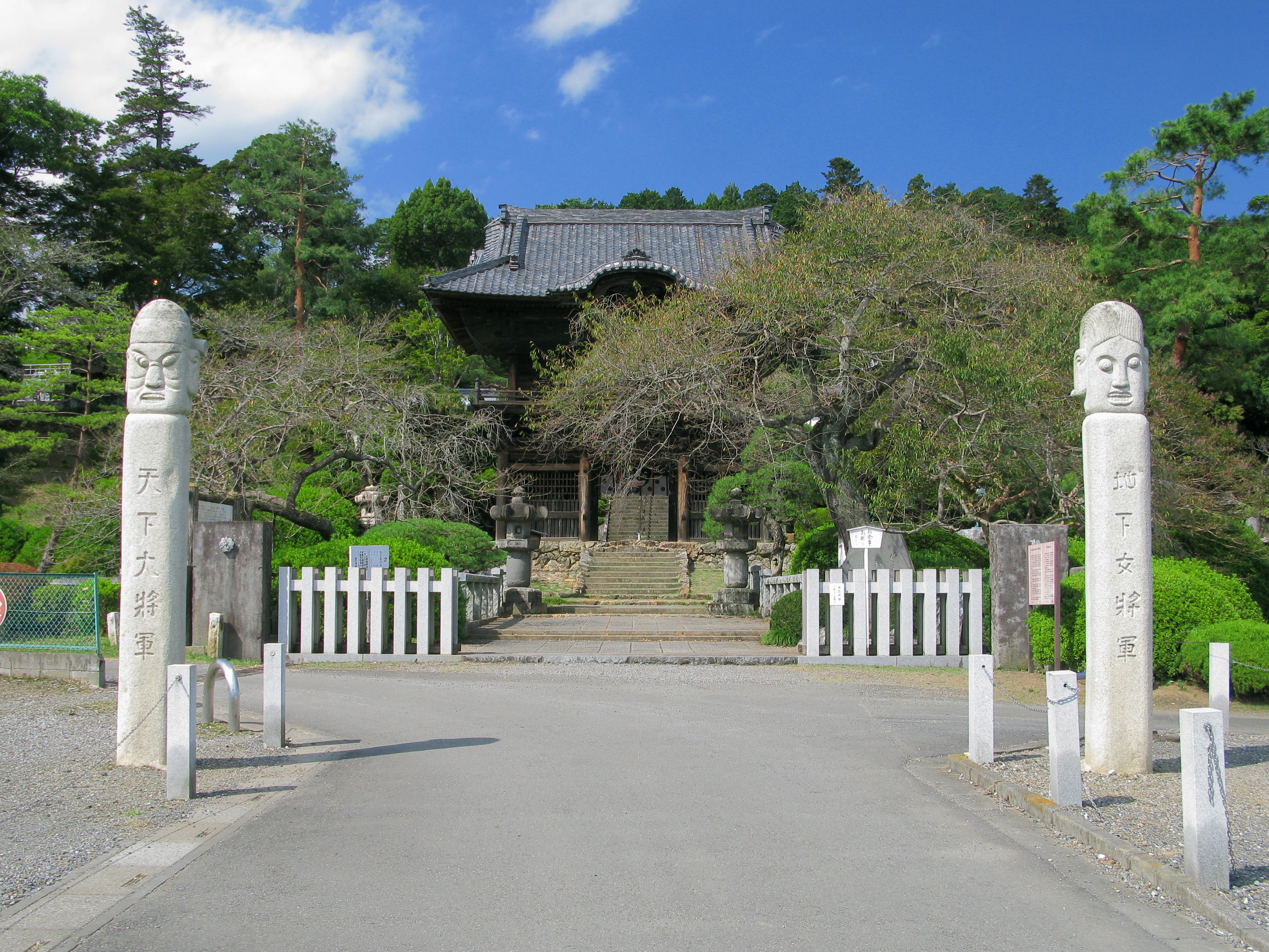
聖天院勝楽寺
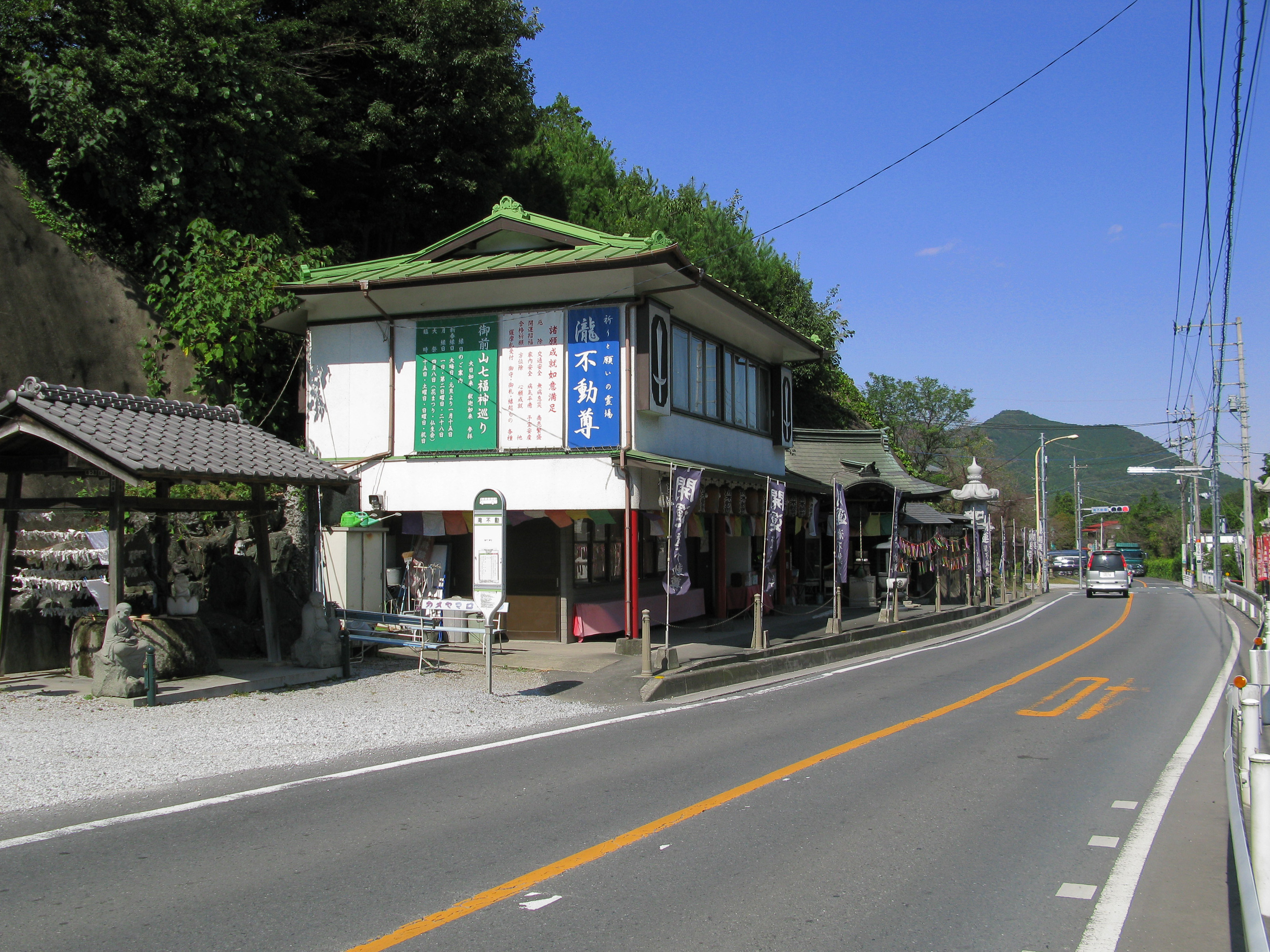
台瀧不動尊
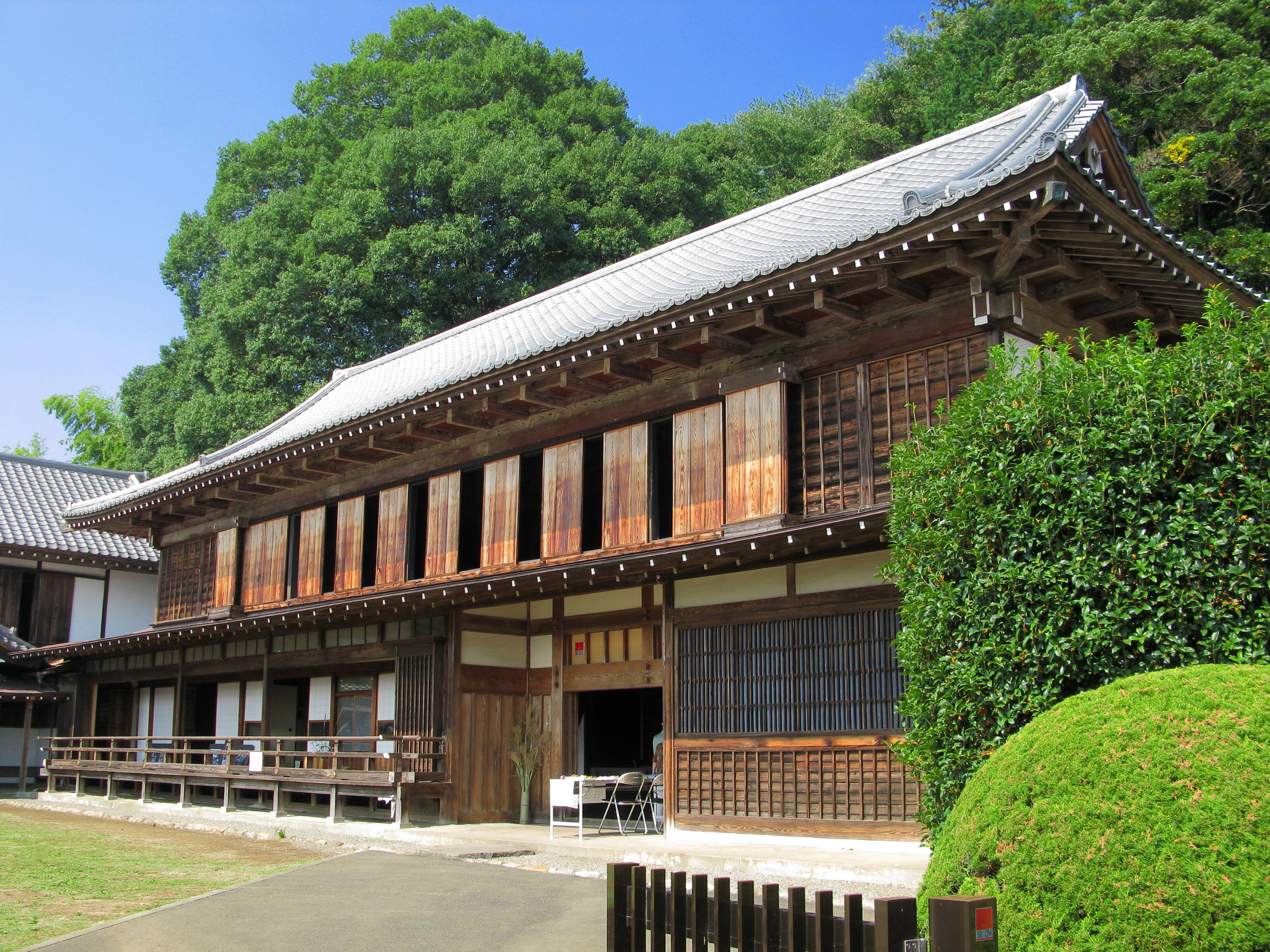
高麗郷古民家
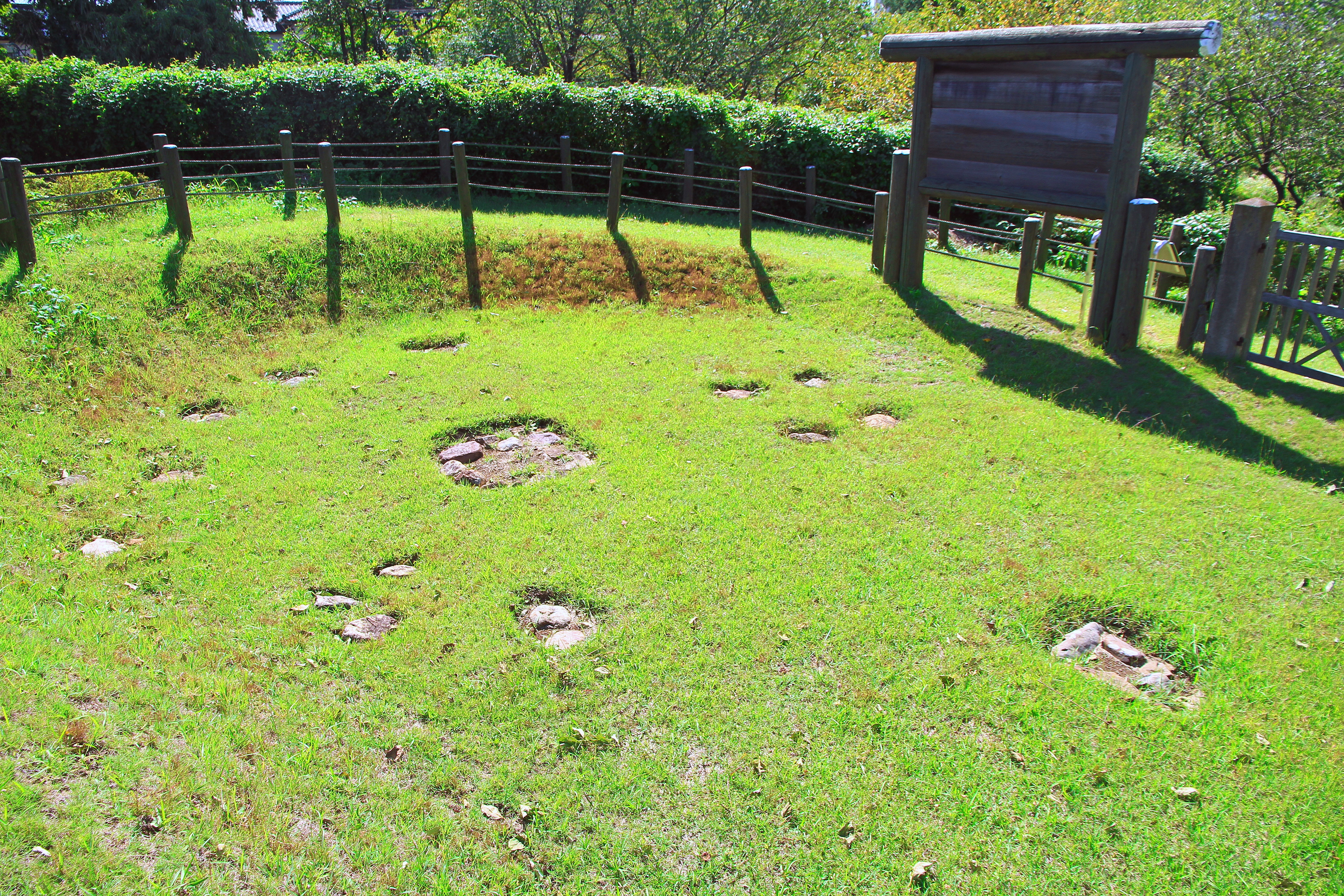
高麗村石器時代住居跡

## 出身有名人

### 歴史的人物
- 高萩万次郎（博徒）
- 高林謙三（実業家）

### 政治
- 塩川鉄也（衆議院議員）

### 実業
- 神田正（実業家、ハイデイ日高創業者）

### スポーツ
- 戸村健次（元プロ野球選手）
- 木寺浩一（元プロサッカー選手）
- 江澤亜弥（プロゴルファー）

### 芸能
- アイパー滝沢（お笑いタレント）
- 杉山亮司（DEEPSQUAD）

### その他
- 丸山修（高知放送アナウンサー）
- 石毛翔弥（声優）
- 加藤与之吉（土木技術者、都市計画家）

### 名誉市民
- 笹崎龍雄
- 駒野昇